# Стафилин Плигинского
Стафилин Плигинского (лат. Tasgius pliginskii) — вид жесткокрылых насекомых из семейства жуков-хищников. Видовое название дано в честь русского и советского энтомолога Владимира Григорьевича Плигинского — исследователя насекомых Крыма и специалиста по систематике жуков.

## Описание
Небольшой жук с длиной тела 11—13 мм. Голова, переднеспинка и брюшко чёрного цвета, блестящие. Верхние челюсти тонкие, серповидной формы, без зубцов. Усики, передние и средние ноги жёлто-красного цвета, передние голени, лапки и задние ноги смолисто-бурые.

## Ареал
Северное Причерноморье, Крым, юг Украины (Херсонская, Николаевская, Одесская области), Кавказ, Закавказье, Западная Азия (Турция, Иран). В Крыму встречается исключительно в равнинной части полуострова, где вид приурочен к ненарушенным прибрежным ландшафтам.

## Биология
Жуки и личинки — активные хищники, охотящиеся на мелких беспозвоночных, преимущественно насекомых. Жуки встречаются у водоёмов, под сухими наносами из водорослей, камыша, тростника, гнилого сена и остатками прочей растительности, а также на солончаках. Жуки активны с апреля по ноябрь (пик численности в последней декаде августа).

## Охрана
Внесён в Красную книгу Украины («уязвимый вид») и Красную книгу Крыма.